# Denis Morisset
Denis Morisset (1964) est un Québécois, ancien militaire canadien, écrivain et condamné.
Il est accusé à Gatineau pour agression sexuelle et autres délits relatifs à la possession, la distribution et la production de pornographie juvénile. En 2002, il est accusé de possession de matériel de pornographie juvénile et d'incitation à des contacts sexuels avec une adolescente par Internet. En 2009, il est condamné à quatre ans de prison pour leurre d'enfants. Il est à nouveau appréhendé en 2008 pour des accusations semblables. En 2014, il est arrêté pour la troisième fois pour leurre informatique à l’égard de plusieurs victimes notamment un mineur de 13 ans peu avant la publication de son livre. Morisset a dit « regretter ». Il est condamné à nouveau à cinq ans et demi de prison.
En 2008, il publie une autobiographie sur son passé militaire au sein du FOI2. Cependant, les faits relatés présentés comme autobiographiques semblent avoir été au moins en partie inventés. L'auteur fait notamment le récit d'une prise d'otages dans une banque d'Ottawa ainsi qu'à un massacre à Bačka Palanka qui semblent n'avoir jamais eu lieu.

## Ouvrage
- Denis Morisset et Claude Coulombe, Nous étions invincibles (nouvelle édition revue et augmentée), Les éditions JCL, 7 novembre 2018 (ISBN 978-2-89431-670-2, lire en ligne).